# Admeira
Admeira ist ein 2016 gegründetes Schweizer Vermarktungsunternehmen. Der Name ist eine englisch-rätoromanische Wortschöpfung. Er setzt sich zusammen aus den Begriffen englisch Advertising ‚inserieren‘ und rätoromanisch meira ‚Ziel‘.

## Geschichte
Entstanden ist das Unternehmen 2016 als Joint-Venture von Ringier, der Schweizerischen Radio- und Fernsehgesellschaft (SRG) und Swisscom. Publisuisse, die vorherige Vermarkterin der SRG, ging vollständig in Admeira auf. Die SRG belässt die Vermarktung ihrer Werbeplätze aber weiterhin bei Admeira.
Am 1. April 2017 begann die Swisscom mit der Lieferung anonymisierter Kundendaten an Admeira. Von der SRG werden Nutzungsdaten über Kanäle wie Mediapulse und Netmetrix bezogen.
Am 22. November 2017 wurde bekannt, dass sich Admeira mit 15 % am digitalen Vermarktungsunternehmen der NZZ-Mediengruppe, Audienzz, beteiligt. Der Werdegang des noch jungen Gemeinschaftsunternehmens bis Ende 2017 wurde ausführlich beschrieben.
Am 28. Juni 2018 gab die SRG bekannt, dass sie ihren gesamten Aktienanteil von 33,3 % an Admeira an die beiden Aktionäre Swisscom und Ringier verkauft hat.
Am 13. Februar 2020 teilte Ringier mit, dass der 50 %-Anteil von Swisscom übernommen wird und somit Admeira eine 100 %-Tochtergesellschaft von Ringier wird. Gleichzeitig fokussiert sich Admeira auf die Vermarktung von Fernsehwerbung.

## Kritik
Admeira wurde von Anfang an kritisiert: Die mit staatlichem Einfluss regulierten und öffentlichen Unternehmen Swisscom und SRG würden nicht alle Marktteilnehmer gleich behandeln. Die Behörden untersagten der SRG vorerst TV-Spots, welche bestimmte Zielgruppen im Visier haben. Nicht an der Vermarktungsplattform beteiligte Medienunternehmen und der Verband Schweizer Medien (VSM) versuchten rechtlich gegen den Zusammenschluss vorzugehen, was zu langwierigen Rechtsverfahren führte. Das Bundesverwaltungsgericht gewährte dem VSM und neun mitklagenden Medienunternehmen wie Tamedia AG und AZ Medien AG Parteistellung und Akteneinsicht im Verfahren beim Eidgenössischen Departement für Umwelt, Verkehr, Energie und Kommunikation (Uvek), wogegen die SRG Beschwerde erhob. Am 23. Februar 2018 wies das Bundesgericht als übergeordnete Instanz diese Beschwerde ab. Somit haben nun diese neun Medienunternehmen Parteistellung beim Verfahren durch Uvek zur Klärung der Frage, ob Admeira den Entfaltungsspielraum anderer Medien beeinträchtigt.
Der Präsident des Verbandes Schweizer Medien, Pietro Supino von Tamedia, verhandelte mit Gilles Marchand als Generaldirektor der SRG über den Positionsbezug des Verbandes bezüglich der No-Billag-Volksinitiative. Zu den Forderungen Supinos gehörte der Rückzug der SRG aus dem Gemeinschaftsunternehmen Admeira. Wegen dieses Streitpunktes trat Ringier damals aus diesem Verband aus. Nachdem Marchand anfänglich verhandlungsbereit war, änderte der Kauf des Admeira-Konkurrenten Goldbach Group durch Tamedia die Situation grundlegend.

## Tätigkeit ab 2020
Die Dienstleistungen von Admeira stehen allen Fernsehsendern offen. Dazu gehören 2020 die SRG SSR, die TF1-Gruppe, die Tele Regio Combi (TRC), MySports und der Kanal WetterTV. 2021 wurde die Vermarktung des Tele Romandie Combi (Canal Alpha, Canal 9, La Télé, Léman Bleu und TeleBielingue) übernommen. Im Dezember 2021 hat die SRG den TV-Vermarktungsvertrag mit Admeira bis Ende 2025 verlängert. Die TF1-Gruppe wechselt per 1. Januar 2024 zu Goldbach Media.